# Camille Noûs
Camille Noûs est un chercheur français allégorique et polymathe, au genre indéfini, apparu en 2020 à l'initiative du groupe de défense de la recherche RogueESR, afin d'incarner les efforts collectifs dans les domaines académiques et protester contre la politique française en matière de financement de la recherche. L'association de ce co-auteur symbolique aux articles scientifiques signifie, pour les auteurs, une reconnaissance publique des valeurs de la recherche, en particulier de la nature collégiale des travaux.

## Naissance et débuts dans le monde de la recherche
Le prénom Camille est épicène. Le nom de famille Noûs est un jeu de mots sur le pronom personnel nous, évoquant la communauté des chercheurs, et le grec ancien noûs (νοῦς, génitif de νόος), qui signifie « raison ». Sa première action, le 20 mars 2020, est de signer une lettre ouverte protestant contre la politique scientifique française en matière de financement de la recherche. 
Un an plus tard, Camille Noûs, membre du laboratoire virtuel Cogitamus, avait co-signé 180 articles scientifiques dans des domaines aussi divers que l'astrophysique, la biologie moléculaire, l'écologie et l'informatique, mais aussi l'histoire et les sciences sociales, et accumulé des citations,,,.
La productivité scientifique hors norme de Camille Noûs vise à montrer l'absurdité du système d'évaluation quantitative de la recherche,,, à un moment où Thierry Coulhon, prenant la tête du Haut Conseil de l'évaluation de la recherche et de l'enseignement supérieur (Hcéres), entend y développer l'évaluation quantitative de la recherche. Il s'agit en particulier de rompre « avec la rhétorique de la trouvaille géniale et solitaire qui justifie le marketing de soi-même, la course au chiffre, l’évaluation à l’impact et la mise en concurrence des scientifiques ». 

Selon l'ingénieur chimiste brésilien Reinaldo Giudio :

« Le cas de Camille Noûs vise à attirer l'attention sur [le problème de la grande pression exercée par les systèmes d'évaluation des scientifiques et des institutions pour le “productivisme”, qui a induit des comportements délétères pour l'activité scientifique, tels que les fraudes, la prolifération de revues aux mauvaises pratiques éditoriales, dites “prédatrices”, les “clubs” d'auteurs qui se partagent artificiellement et indûment la copaternité et la citation], en montrant les failles du système et cette valorisation excessive de la production quantitative et des citations. »

Révélée par la revue Science en mars 2021, l'initiative donne lieu à une couverture médiatique importante, en France et dans le monde, suscitant des commentaires notamment en Allemagne où Die Zeit parle de « guérilla scientifique », en Italie, en Norvège , en Suisse, ou aux Pays-Bas, où la NRC compare les objectifs politiques de RogueESR à ceux de mouvements néerlandais engagés par la transformation éthique du système de recherche comme Science in Transition.
Le 27 avril 2021, Camille Noûs fait paraître dans la revue AOC un appel aux chercheurs les encourageant à le/la citer dans leurs publications. Cet appel reprend la défiance déjà exprimée sur la personnalisation des découvertes favorisée par la bibliométrie mais prend également un tour politique incriminant l'instrumentalisation du travail scientifique et dénonçant « la promotion de prétendues « preuves scientifiques », dégagées de leur contexte de débat contradictoire, qui visent à modeler l’opinion afin de légitimer des décisions politiques engageant la société entière. »

## Controverses éthiques
L'utilisation d'un nom de chercheur symbolique pose des problèmes éthiques ; la responsabilité et l'obligation de rendre des comptes doivent selon certains éditeurs accompagner le crédit qui accompagne la qualité d'auteur. Onze éditeurs ont refusé de mentionner ce co-auteur sur des articles. Selon la bioéthicienne Lisa Rasmussen, « Cette campagne est naïve et éthiquement douteuse. Elle bafoue le principe de base de la responsabilité et fait fi de la paternité de l’article. »,
Le chercheur Yves Gingras répond :

« La réaction des revues était prévisible, comme celle des “éthiciens” de la science, qui ont tendance à intérioriser sans distance critique les pratiques dominantes. La rhétorique de “l’éthique” renforce un système qui impose des normes simplement pour assurer la validité des modes d’évaluation, qui comptent plus que les contenus. »

Pour la chimiste brésilienne Teresa Dib Zambon Atvars, c'est plutôt le risque induit par l'incitation au productivisme en recherche qui constitue « un défi éthique majeur pour l'avenir » : 

« Avec l'utilisation de l'intelligence artificielle et de l'apprentissage automatique, ce type de “science” peut se faire sans contrôle. [...] Et je ne parle pas seulement des graves conséquences de la fraude aux données ou des expériences non réalisées, mais aussi de la recherche sans contrôle par les pairs et sans éthique professionnelle appropriée. »

Un article paru dans le journal Physical Review B a été corrigé pour indiquer que l'inclusion du nom de Noûs était contraire à la politique du journal et qu'il avait été supprimé. RogueESR encourage désormais explicitement les auteurs et autrices à expliquer leur démarche aux éditeurs, pour éviter ces corrections ou rétractations. Un groupe de mathématiciens a choisi de retirer un article de la revue Proceedings of the Royal Society of Edinburgh après que le comité de rédaction a refusé d'inclure Noûs. 
Certains observateurs ont noté qu'il est « préoccupant que l'on puisse si facilement ajouter [dans un article] un co-auteur qui n'a même pas de carte d'identité », d'autant que l'ajout de faux co-auteurs est parfois utilisé pour tromper, pour simuler une collaboration internationale.